# Ecce Homo (toegeschreven aan Jheronimus Bosch)
Ecce Homo is een schilderij dat toegeschreven wordt aan de Zuid-Nederlandse schilder Jheronimus Bosch.

## Voorstelling, herkomst en toeschrijving

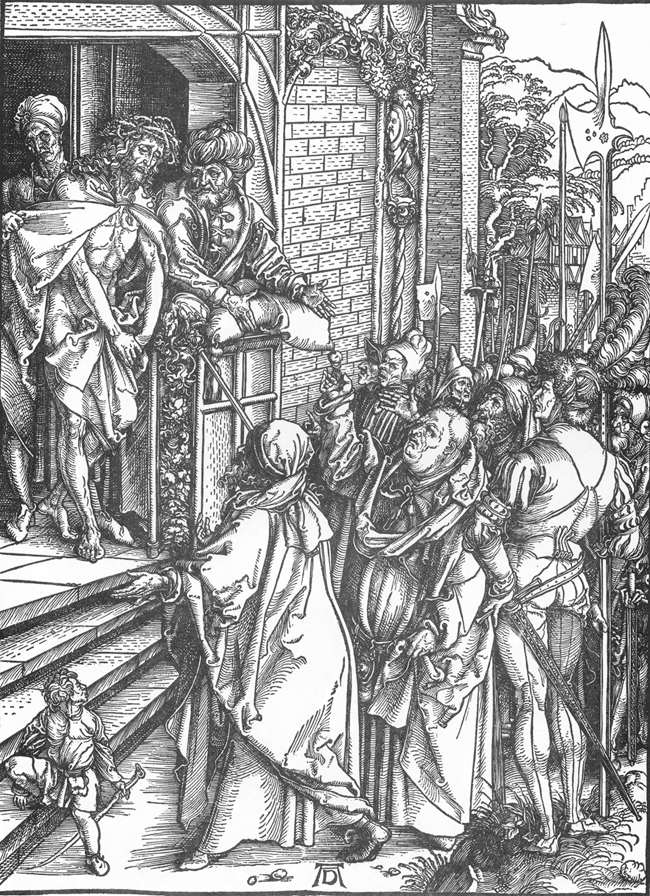
Albrecht Dürer. Ecce Homo. 1511.

Het stelt het moment voor waarop Pontius Pilatus Jezus aan het Joodse volk toont, en de woorden ‘Zie de mens’ (Ecce Homo) uitsprak. Het werk is grotendeels ontleend aan een houtgravure uit de serie Die Große Passion van Albrecht Dürer uit 1511. Het werd voor het laatst gesignaleerd in een privéverzameling in Zwitserland en is afkomstig uit de verzameling Rudinoff in de Oostenrijkse plaats Vösendorf. Het werd onderzocht door de Hongaarse kunsthistoricus Charles de Tolnay. Hij schreef het – zij het als enige – toe aan Bosch.